# Živko Budimir
Živko Budimir (Vir, 20 novembre 1962) è un politico e generale bosniaco di nazionalità croata.
Già presidente della Federazione di Bosnia ed Erzegovina tra il 2011 e il 2015.

## Biografia
Nato in un piccolo villaggio dell'Erzegovina, segue la carriera militare e nel 1984 entra come membro attivo nell'Armata Popolare Jugoslava e deve dunque lasciare la Lega dei Comunisti di Jugoslavia nella quale si era iscritto cinque anni prima.
Dopo aver preso parte alla guerra d'indipendenza croata, dal 1993 è membro del Consiglio di difesa croato nel quale ricopre varie cariche e dal quale si congeda nel 2001 col grado di Colonnello generale.
Comincia la sua carriera politica nel 2006 e nel 2008 viene eletto nel consiglio comunale di Mostar, come membro del Partito Croato dei Diritti di Bosnia ed Erzegovina (HSP BiH).
Il 17 marzo 2011 è eletto dal Parlamento federale capo di Stato della Federazione di Bosnia ed Erzegovina.
Nel marzo 2013 lascia HSP BiH per fondare il Partito della Giustizia e della Fiducia, di cui è leader.
Il 26 aprile 2013 Budimir è arrestato con l'accusa di corruzione e traffico illegale di stupefacenti a suo carico a seguito di un'indagine, per poi essere rilasciato il 24 maggio, in assenza di prove sufficienti.